# Confiture de groseilles de Bar-le-Duc

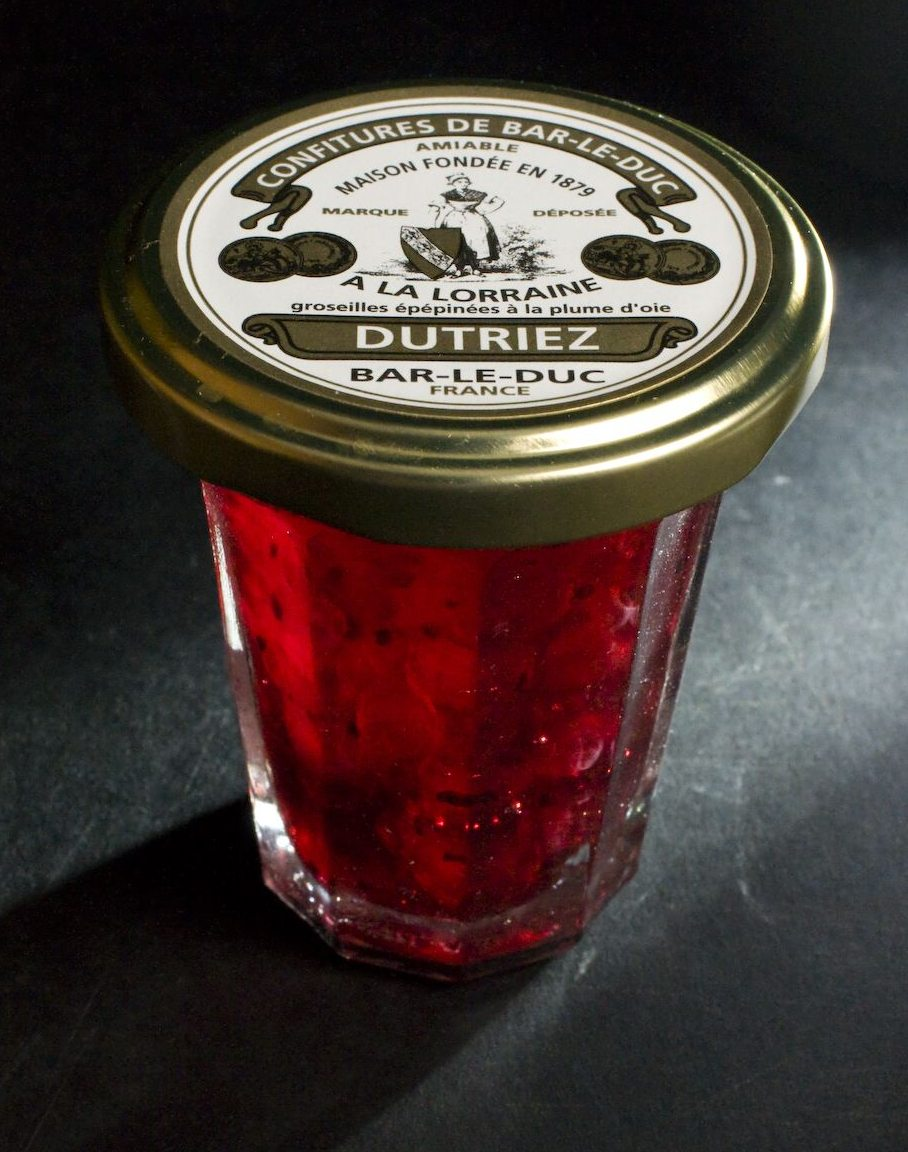
Un pot de confiture de groseilles rouges de Bar-le-Duc.

La confiture de groseilles de Bar-le-Duc est une confiture composée de groseilles blanches ou rouges épépinées à la plume d'oie. C'est une spécialité gastronomique de la commune de Bar-le-Duc (Meuse, Lorraine).
Produite en petite quantité, six mille verrines de 100 g chaque année, il s'agit d'un produit de luxe surnommé « caviar de Bar-le-Duc ».

## Histoire
Originaire d'Asie et d'Amérique du Nord, la groseille fait son apparition dans les jardins français à partir du XIIe siècle, notamment en Lorraine.
La première mention de cette recette date de 1344 dans le domaine judiciaire. Il est alors d'usage dans la noblesse et la bourgeoisie, que le parti ayant gagné un procès offre un pot de confiture aux juges pour les remercier. En 1364 et en 1372, les cellériers du château des ducs de Bar parlent des achats de cette confiture. Le 7 janvier 1403, le duc de Bar Robert Ier fait l'acquisition de confitures pour la somme de 90 livres. Elle est alors déjà considérée comme un produit de luxe, et n'est présente que sur les plus belles tables des seigneurs.
Au XVIe siècle, la confiture bénéficie d'une réputation nationale et se retrouve à la cour du Roi, chez les Dames nobles et les grands personnages qui traversent la ville. Elle est alors généralement servie dans des verreries en cristal.
De nombreuses personnalités apprécient cette préparation. La Reine d'Écosse Marie Stuart compare cette confiture à « un rayon de soleil dans un pot ». Alfred Hitchcock ne descendrait que dans des hôtels qui en proposent au petit-déjeuner. Le président de la République Raymond Poincaré l'introduit sur les tables du palais de l'Élysée. Le Premier ministre britannique Winston Churchill et l'écrivain Victor Hugo en raffolent.
À la fin du XIXe siècle, une vingtaine de maisons meusiennes produisent cette spécialité. L'entreprise À la Lorraine, fondée en 1879 par Georges Amiable avec la réunion de plusieurs confitureries, est la seule encore existante. En 1974, la famille Dutriez rachète la maison et les secrets de fabrication.

## Préparation

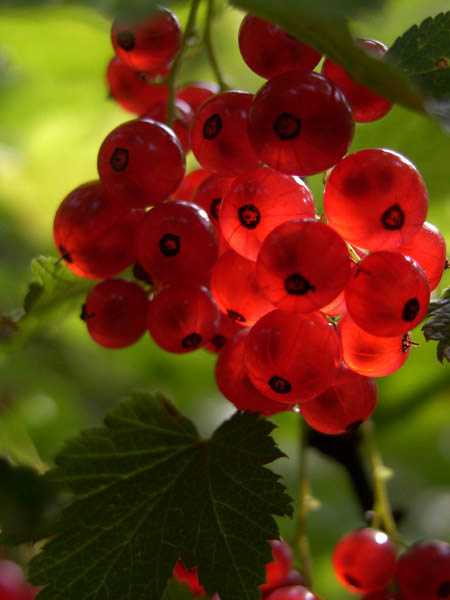
Ribes rubrum, groseilles rouges

La confiture de groseilles de Bar-le-Duc est traditionnellement préparée à la main à partir de groseilles sélectionnées.
Pendant trois semaines en juillet, 500 kg de groseilles sont récoltés, au rythme d'environ 25 kg/jour. Deux variétés sont utilisées : les Versaillaises et les Groseilles de Bar ; avec pour chacune des rouges, des roses et des blanches. Des épépineuses employées pour la saison se chargent alors de les épépiner à domicile. Pour épépiner 1 kg, il faut 1 h 30 pour une personne expérimentée, et près de 15 h pour un débutant.
Une plume d’oie taillée en biseau et trempée dans l'eau permet d’extraire les pépins minuscules (en moyenne sept par groseille) sans blesser la pulpe du fruit. Une incision est faite sur le grain et les pépins sont glissés dans la tige creuse de la plume. L'entaille dans la groseille est ensuite recouverte d'un lambeau de peau pour que cette dernière puisse garder tout son croquant et toute sa saveur.
Les groseilles sont ensuite plongées dans du sirop de sucre brûlant pour conserver la saveur intacte. Il faut 700 grammes de sucre pour 500 grammes de groseilles. La suite de la recette est un secret bien gardé.

## Consommation
Chaque année, cinq à six mille verrines de 85 g sont produites, 4 000 de rouges et 2 000 de blanches. 30 % de la production est vendue sur place à Bar-le-Duc, et les 70 % restants dans des épiceries fines un peu partout en France. La confiture s'exporte aussi à travers le monde : en 2008, 1 000 pots ont été vendus à des magasins de luxe à Tokyo (Japon) et aux États-Unis.
Chaque pot de 85 g est vendu autour de 17 €, ce qui représente 200 €/kg (2015).
La confiture de groseille de Bar-le-Duc se déguste à la cuillère pour pouvoir savourer tous les arômes du fruit. Elle peut accompagner le foie gras, ou une boule de glace vanille.
Elle est considérée comme un aliment de luxe et partage un statut d’exception qui l’apparente au « caviar Beluga », ce qui lui vaut le surnom de « caviar de Bar ».